# Jorge Montesi
Jorge A. Montesi (n. 1949, Puente Alto, Regiunea Santiago Metropolitan, Chile) este un regizor și scenarist chilian.

## Biografie
După ce a studiat cinematografia la Universitatea din Santiago de Chile, a lucrat timp de opt ani în Chile ca actor, regizor, producător și scenarist. S-a stabilit apoi în Canada, unde și-a continuat cariera cinematografică ca regizor de filme și seriale de televiziune.

## Filmografie
Regizor:
- 1984 : Sentimental Reasons
- 1985 : Birds of Prey
- 1987 : Adderly
- 1987 : Paire d'as
- 1987 : Captain Power et les soldats du futur (Captain Power and the Soldiers of the Future)
- 1988 : Le Monstre évadé de l'espace (Something Is Out There)
- 1988 : Brigade de nuit (Night Heat), 16 episoade[3]
- 1989 : Unsub
- 1989 : Alfred Hitchcock présente (Alfred Hitchcock Presents), episodul 16, sezonul 4
- 1989 : Booker
- 1989 : Island Son
- 1990 : War of the Worlds
- 1990 : Vendredi 13 (Friday the 13th: The Series)
- 1990 : Le Voyageur (The Hitchhiker)
- 1990 : Street Legal, 2 episoade
- 1990 : Un flic dans la mafia (Wiseguy), 5 episoade
- 1990 : 21 Jump Street, 8 episoade
- 1991 : Scene of the Crime
- 1991 : Beyond Reality
- 1992 : The Odyssey
- 1992 : Forever Knight
- 1992 : Highlander, 3 episoade
- 1992 : Force de frappe (Counterstrike), 5 episoade
- 1992 : Un privé sous les tropiques (Sweating Bullets), 4 episoade
- 1993 : Menteur, menteur (Liar, Liar)
- 1993 : Catwalk
- 1993 : Kung Fu, la légende continue (Kung Fu: The Legend Continues)
- 1993 : The Hidden Room, 5 episoade
- 1993 : Matrix, 3 episoade
- 1993 : Cobra, 2 episoade
- 1994 : Hush Little Baby
- 1994 : Island City
- 1995 : Falling from the Sky: Flight 174
- 1996 : Si près du danger (Mother, May I Sleep with Danger?) (film TV)
- 1996 : Night Visitors
- 1997 : While My Pretty One Sleeps
- 1997 : Bridge of Time
- 1997 : Lost Treasure of Dos Santos
- 1998 : Three (serial TV)
- 1998 : Welcome to Paradox, 4 episoade
- 1998 : Total Recall 2070, 5 episoade
- 1998 : Prima invazie (First Wave), 7 episoade
- 2000 : Call of the Wild
- 2001 : Tessa à la pointe de l'épée (Queen of Swords)
- 2001 : Cold Squad, brigade spéciale (Cold Squad), 14 episoade
- 2001 : La Limita Imposibilului (The Outer Limits), 4 episoade
- 2002 : Vânătoarea de comori (Relic Hunter), 2 episoade

## Legături externe
- Jorge Montesi la Internet Movie Database
- fr Jorge Montesi pe site-ul AlloCiné